# Українське державне правління
Українське Державне Правління (УДП) — головний виконавчий орган відновленої Української Держави, проголошеної Українськими Національними Зборами з ініціативи Організації українських націоналістів під проводом Степана Бандери у Львові 30 червня 1941.

## Відновлення Української державності
22 червня 1941 року з початком війни Німеччини проти СРСР РП ОУН відряджає в Україну спеціальну групу на чолі з Я. Стецьком у складі 100 осіб-фахівців з адміністрації та права (Я. Старух, Л. Ребет, Д. Яців, І. Равлик, В. Кук, В. Охримович та інші).
Вранці 30 червня 1941 року до Львова ввійшов перший відділ Дружин Українських Націоналістів під командуванням сотника Р. Шухевича. Водночас до Львова надійшли відомості про скоре прибуття до міста також і відділів націоналістичних повстанців на чолі з крайовим провідником ОУН І. Климівим-Легендою.
О 20:00 30 червня 1941 року у приміщенні Товариства «Просвіти», що на площі Ринок, 10 у Львові, відбулися Національні збори, на яких Я. Стецько зачитав Акт відновлення Української Держави.
Після проголошення Акту Я. Стецько був обраний Національними зборами головою виконавчого органу (власне Українського Державного Правління) відновленої Української Держави і уповноважений сформувати особовий склад УДП.

## Склад УДП

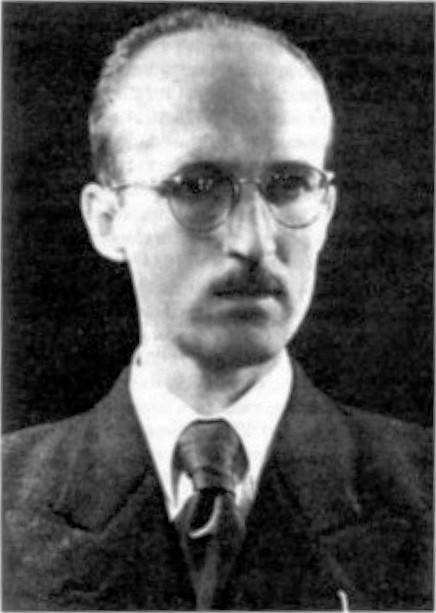
Ярослав Стецько, Голова УДП

Українське Державне Правління утворене 30 червня 1941 року.
5 липня 1941 року Я. Стецько оголосив персональний склад УДП, до якого ввійшли:
- Ярослав Стецько — голова та керівник ресорту соціальних реформ;
- д-р Мар'ян Панчишин — перший заступник голови і міністр здоров'я, заступники — д-р Роман Осінчук та д-р Олександр Барвінський;
- Лев Ребет — другий заступник голови;
- ген. Всеволод Петрів — міністр оборони, заступники — сотник Роман Шухевич та пор. Олекса Гасин;
- д-р Володимир Лисий — міністр внутрішніх справ, заступник — д-р Кость Паньківський;
- Микола Лебідь — міністр державної безпеки;
- Володимир Стахів — міністр зовнішніх справ, заступник — д-р Олександр Марітчак;
- Юліян Федусевич — міністр справедливості (судове міністерство), заступник — д-р Богдан Дзерович;
- інж. Юліян Павликовський — міністр народного господарства, державні секретарі — Дмитро Яців та Роман Ільницький;
- інж. Євген Храпливий — міністр сільського господарства;
- інж. Ілярій Ольховий — міністр фінансів;
- інж. Андрій П'ясецький — міністр лісництва;
- д-р Володимир Радзикевич — міністр освіти і віровизнання;
- Олесь Гай-Головко — міністр інформації та пропаганди, державні секретарі — Йосип (Осип) Позичанюк, Ярослав Старух;
- Іван Климів-Леґенда — міністр політичної координації;
- Н. Мороз — міністр пошти і телеграфу;
- д-р Михайло Росляк — начальник державної канцелярії.

Офіційною тимчасовою резиденцією УДП визначено приміщення колишньої палати праці на площа Смольки, 4 у Львові. 

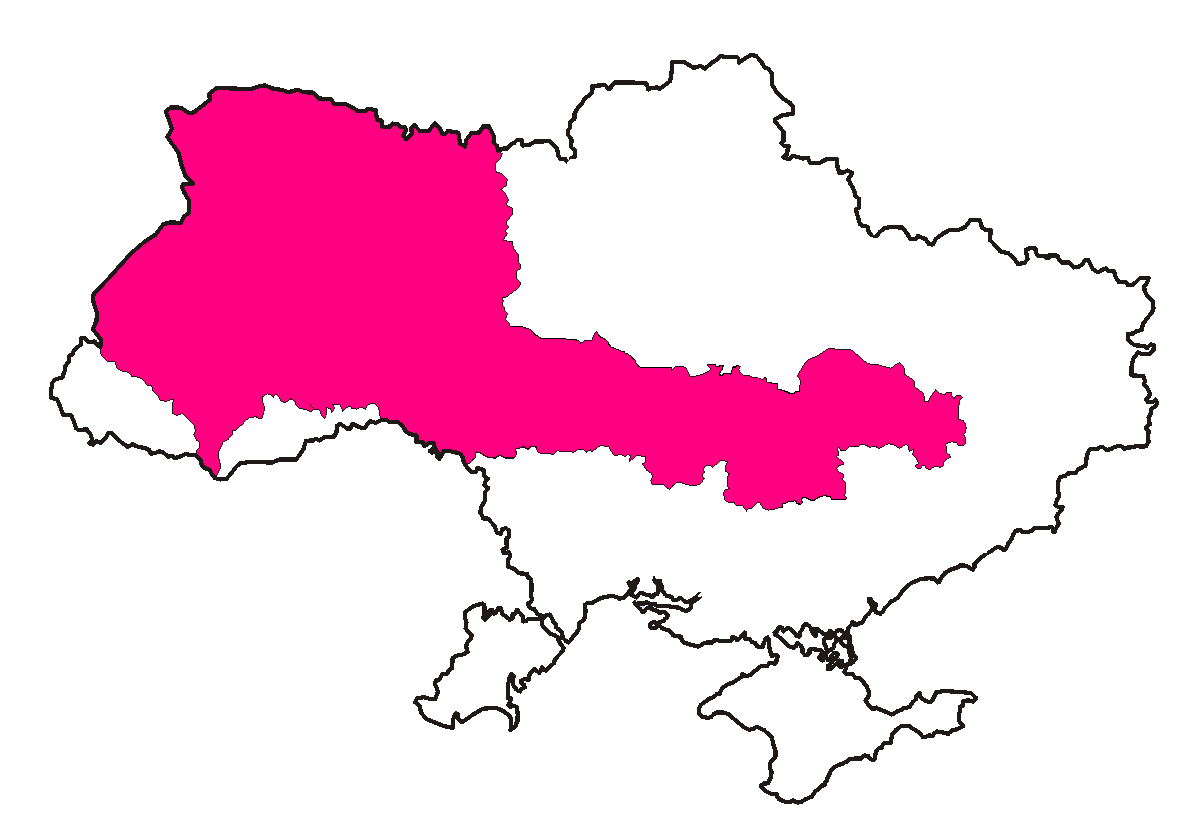
Територія, на якій місцеві органи влади заявляли про свою підпорядкованість УДП

Затверджено офіційну печатку УДП.

## Діяльність
УДП опублікувало кілька заяв і вислало меморіал до німецького уряду, відбуло в неповному складі кілька нарад.
Міністерством Державної Безпеки УДП за узгідненням з крайовим провідником ОУН на ЗУЗ було утворено українську державну міліцію з членів (старшинські кадри) та симпатиків (рядові) ОУН. Найчисельнішою станицею української державної міліції був курінь у Сокалі, що налічував 700 осіб. 90 % особового складу української державної міліції після виявлення ворожого ставлення німецького командування до УДП стали вояками УПА.
Міністерством Оборони УДП було організовано 2 військові школи:
- старшинська школа у Великих Мостах під керівництвом сотника Дмитра Грицая-Перебийноса
- підстаршинська школа у Поморянах під керівництвом пор. О. Карачевського-Свободи

Про своє підпорядкування Міністерству Оборони УДП заявили обидва командири відділів Дружин Українських Націоналістів — сотник Роман Шухевич та майор Євген Побігущий.
Міністерство Закордонних Справ УДП проводило в Берліні заходи, спрямовані на визнання УДП Німеччиною, та розсилало відповідні документи до інших країн, посольства яких розташовувалися у Берліні. Є відомості і про спроби контактів з нейтральними державами та, навіть, Західними Союзниками (через Швейцарію).
Крім того, зусиллями УДП було відновлено роботу Українського Червоного Хреста, випрацьовано державну схему шкільництва та нормалізовано рух залізниці.
6 липня 1941 року з ініціативи УДП було проведено збори чільних представників українського організованого життя, на які прибули 100 громадських діячів. На цих зборах було обрано Раду Сеньйорів у складі 13 осіб як дорадчий орган при УДП. Президентом Ради Сеньйорів обрано д-ра Костя Левицького, його заступником — єпископа д-ра Йосифа Сліпого. Почесним головою запрошено митрополита Андрея Шептицького.
|                                            |  |                                                        |  |
| д-р Кость Левицький, голова Ради Сеньйорів |  | митр. о. Йосип Сліпий, заступник голови Ради Сеньйорів |  |

## Переслідування з боку нацистської Німеччини
5 липня 1941 року терміновій нараді у Адольфа Гітлера шеф політичної поліції Генріх Гіммлер отримав завдання розібратися з ситуацією щодо УДП. Згодом Гестапо був заарештований Степан Бандера.
11-12 липня 1941 року айнзацгруппою СС на чолі з професором Баєром з Головного Штабу Г. Гіммлера та А. Кольфом були заарештовані Ярослав Стецько, В. Стахів, Д. Яців, Л. Ребет, С. Ленкавський, І. Габрусевич.
Коли УДП перестало діяти, Рада Сеньйорів перебрала на себе роль тимчасової української репрезентації; згодом перетворилася на Українську Національну Раду у Львові.
17 липня 1941 року Дружини Українських Націоналістів отримали наказ відійти з фронту біля Вінниці, були роззброєні і під охороною відіслані до Німеччини. Того ж дня за наказом А.Гітлера був утворений Рейхскомісаріат Україна на чолі з Еріхом Кохом. Але місцеві органи влади Української держави в деяких місцевостях продовжували діяти аж до вересня 1941 року.
11 серпня 1941 року представниками рейхсміністерства у справах східних територій були викликані на розмову Степан Бандера, Ярослав Стецько, Ріхард Ярий та В. Стахів, яким було поставлено ультиматум щодо негайного відкликання Акту відновлення Української Держави.
14 серпня 1941 року рейхсміністр у справах східних територій Альфред Розенберг отримав від Степана Бандери офіційну відмову у виконанні ультиматуму.
У вересні 1941 року на І конференції ОУН(б) з огляду на вищезазначені події було вирішено вважати Німеччину як ворога на рівні з СРСР.

## Повоєнна діяльність
Від 1950-х й до власної смерті у 1986 році прем'єр-міністр Я. Стецько, як Голова УДП, Провідник ОУН і Президент Антибільшовицького Блоку Народів (АБН) був єдиним і загальношанованим лідером українського визвольного руху, який мав підтримку українських патріотичних організацій у різних країнах світу. Він регулярно зустрічався з президентами, лідерами урядів і неурядових структур, розвінчував радянську пропаганду.
Перед своєю смертю Я. Стецько запропонував посаду заступника Голови УДП Богдану Федораку. По смерті Я. Стецька він виконував обов'язки голови УДП.

## Оцінка
З уваги на те, що ініціатива до утворення УДП і керівна роль в ньому належала ОУН(б), інші партії поставилися до нього з застереженням, а ОУН А. Мельника (ОУН(м)) відмежувалася від цього акту. На еміграції й досі поділені погляди на генезу і значення «акту 30 червня». Прихильники ОУН(б) уважають його відважним і позитивним актом в умовах німецької окупації, який засвідчив прагнення українського народу до державності. Прихильники інших партій та частина непартійних уважають УДП непідготовленою і однобічною дією однієї політичної організації.